# Tor Österlund
Tor Odin Österlund (né le 8 juin 1935 à Hanko en Finlande, mort le 9 février 2022 à Hanko) est un joueur de football international finlandais d'ethnie suédoise, qui jouait au poste d'attaquant.
Il est connu pour avoir fini meilleur buteur du championnat de Finlande lors de la saison 1962 avec 22 buts en 18 matchs.